# William Hamilton, 11. Duke of Hamilton

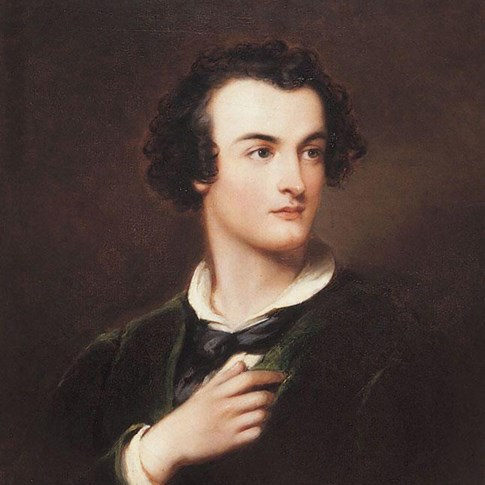
William Hamilton, 11. Duke of Hamilton

William Alexander Anthony Hamilton, 11. Duke of Hamilton (* 19. Februar 1811 in London; † 15. Juli 1863 in Paris) war ein schottisch-britischer Peer.

## Leben
William Hamilton war der Sohn des Alexander Hamilton, 10. Duke of Hamilton und dessen Gemahlin Susan Beckford, einer Tochter des Schriftstellers William Beckford. Als Heir apparent seines Vaters führte er ab Geburt den Höflichkeitstitel Earl of Angus und ab 1819 den Höflichkeitstitel Marquess of Douglas and Clydesdale. Er beerbte seinem Vater 1852 als 11. Duke of Hamilton und wurde dadurch Mitglied des britischen House of Lords. 
William wurde am Eton College und am Christ Church College der Oxford University ausgebildet. Von 1833 bis 1835 war er, wie schon sein Vater, Großmeister der Freimaurer in Schottland. Er bekleidete von 1846 bis zu seinem Tod das Amt des Knight Marischal von Schottland sowie von 1852 bis zu seinem Tod auch das des Lord Lieutenant von Lanarkshire, interessierte sich aber kaum für britische Politik. 1853 verkaufte er seine Güter in Lancashire für 329.800 Pfund. Von 1853 bis 1858 war er Präsident der Royal Highland and Agricultural Society of Scotland.

## Ehe und Nachkommen
Er heiratete am 23. Februar 1843 in Mannheim Marie Amelie (1817–1888), Tochter des Großherzog Karl Ludwig Friedrich von Baden und dessen Gemahlin Stéphanie de Beauharnais. Das Paar hatte drei Kinder:
- William Hamilton, 12. Duke of Hamilton (1845–1895);
- Charles George Douglas-Hamilton, 7. Earl of Selkirk (1847–1886);
- Lady Mary Victoria Hamilton (1850–1922), ⚭ (1) 1869 Fürst Albert I. von Monaco (und dadurch Ururgroßmutter von Fürst Albert II.), ⚭ (2) 1880 Fürst Tasziló Festetics von Tolna.